# Альдер (лунный кратер)
Кратер Альдер (лат. Alder) — ударный кратер на обратной стороне Луны, расположенный в бассейне Южный полюс — Эйткен. Название дано в честь выдающегося немецкого химика-органика Курта Альдера (1902—1958) и утверждено Международным астрономическим союзом в 1979 г. Образование кратера относится к раннеимбрийскому периоду.

## Описание кратера

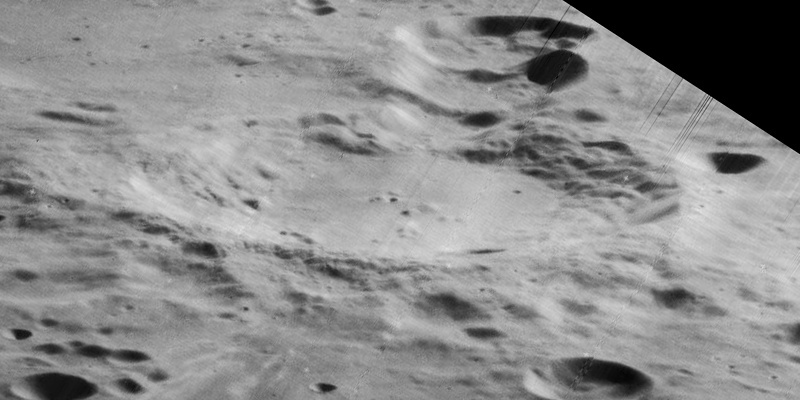
Кратер Альдер на снимке зонда Lunar Orbiter — V.

Ближайшими соседями кратера являются кратер Карман на северо-западе; кратер Бозе на юго-востоке и кратер Бойль на юге-юго-западе. Селенографические координаты центра кратера 48°38′ ю. ш. 177°53′ з. д. / 48,63° ю. ш. 177,88° з. д., диаметр 82 км, глубина 2,8 км.
Внутренний склон кратера имеет слегка террасовидную структуру, у подножья склона есть следы обрушения пород. Высота вала над окружающей местностью составляет 1340 м, объём кратера приблизительно 5400 км³. В восточной части чаши кратера находятся несколько невысоких хребтов, начинающихся от центра кратера. На восточной части внутреннего склона располагается небольшой кратер.
Спектральный анализ пород, выброшенных при импакте, образовавшем кратер Альдер, показывает, что данные породы относятся к анортозитам. Остальная часть бассейна Южный полюс — Эйткен образована пироксеновыми породами.

## Сателлитные кратеры

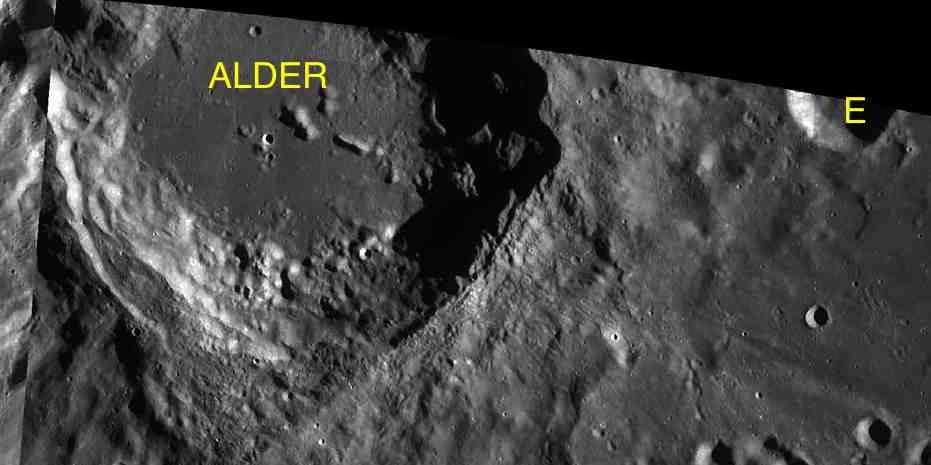
Фрагмент карты LAC-132.

| Альдер | Координаты                                             | Диаметр, км |
| ------ | ------------------------------------------------------ | ----------- |
| E      | 47°58′ ю. ш. 173°30′ з. д. / 47,97° ю. ш. 173,5° з. д. | 18,6        |